# Eugenie Akkerman
Eugenie Akkerman-Kooistra (Leeuwarden, 18 juni 1920 - Den Haag, 14 september 2015) was een Nederlandse bridgespeelster.
Eugenie Akkerman speelde in het Nederlandse damesteam van 1954-1977.
In 1967 won zij de eerste editie van het Common Market Women Team, dat toen in Oostende gespeeld werd. Haar teamgenoten waren Will Bakker, Ida Blitzblum, Dicky Hoogenkamp, Ria Gerards en Wil van Heusden. In 1971 eindigde zij, spelend met Cita de Kater, met het Nederlandse team op de 2de plaats en in 1977 op de 3de plaats.
Haar beste resultaat was een 4de plaats in 1971 in Athene bij het 29ste Europees kampioenschap (viertallen), dat voor de 9de keer door Italië gewonnen werd. Haar partner was Miller, haar andere teamgenoten waren Berenson & Westerveld en Wil van Heusden & Cita de Kater-van Mourik, die samen vier keer nationaal kampioen werden in de meesterklasse. In 1975 en 1977 speelde Akkerman in het nationale damesteam met Cita de Kater.

## Palmares
- 1967ː Common Market Women Teams in Oostende